# Повстання лівих есерів
Повстання лівих есерів (Лівоесерівський заколот) — події в липні 1918, пов'язані з вбивством німецького посла Мірбаха і збройним виступом лівих есерів проти більшовиків.

## Передісторія

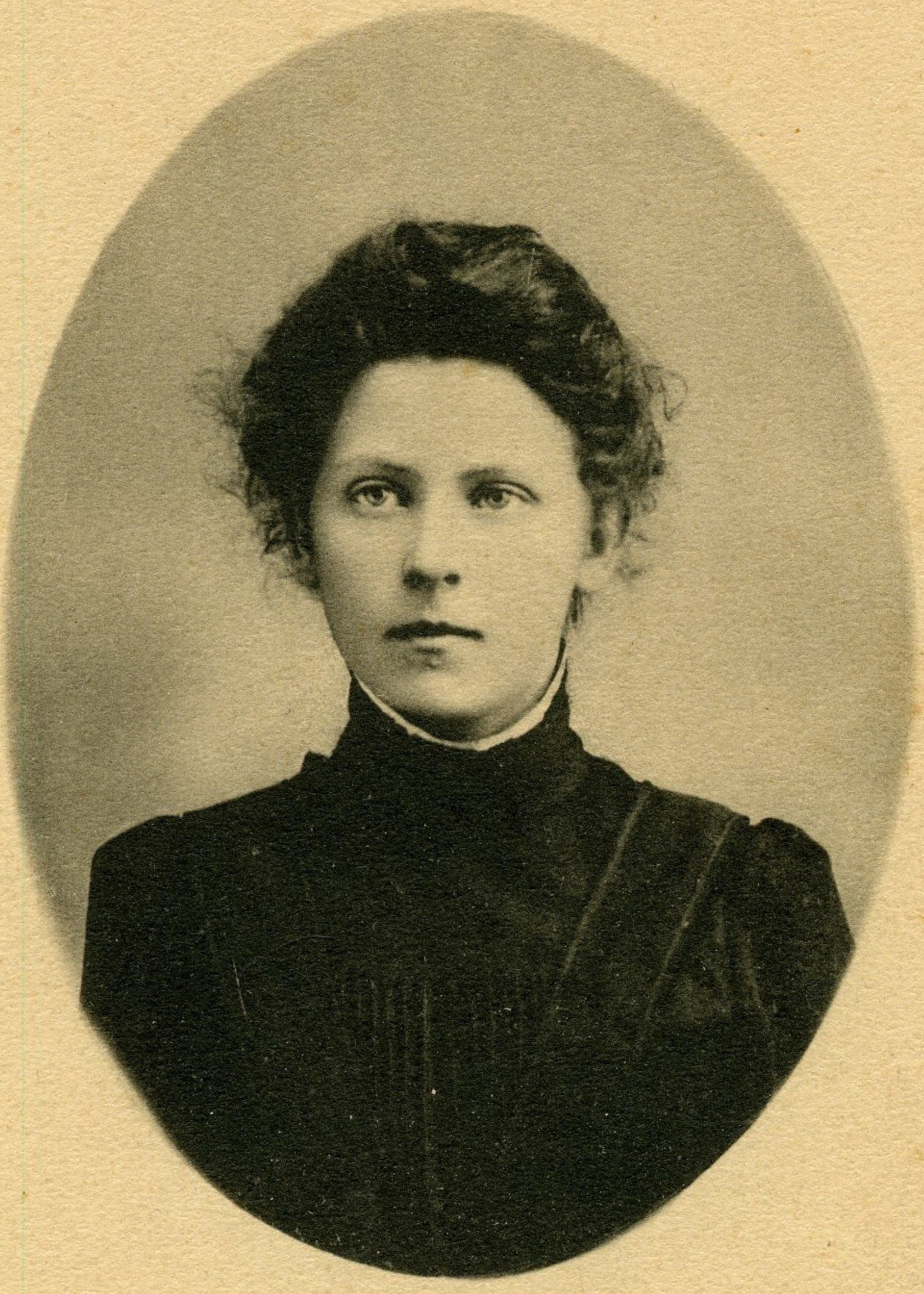
Одна з лідерів лівих есерів Спиридонова М. А.

Суперечності всередині урядової коаліції більшовиків і лівих есерів загострилися в березні 1918 року, з підписанням Брестського мирного договору. На знак протесту проти його умов, ганебних для Росії, ліві есери покидають Раднарком, на IV З'їзді Рад голосують проти Брестського миру. Вони ігнорують аргументи більшовиків, що Росія не може більше воювати через розвал діючої армії.
Однак, хоча есери вийшли зі складу Раднаркому, вони продовжували працювати в ВЧК, яка зіграла вирішальну роль у заколоті. Ліві есери залишалися в колегіях наркоматів, військовому відомстві, різних комітетах, комісіях, радах. Спільно з більшовиками ліві есери розправлялися з правими і центристськими, або, в радянській фразеології, «буржуазними» партіями.
У квітні 1918 року ліві есери брали участь у розгромі московських анархістів («Чорна гвардія»). Зокрема, в цих подіях особисто взяв участь заступник голови ВЧК лівий есер Закс Г. Д..
Новий сплеск напруженості був пов'язаний з наростанням активності більшовиків на селі, що насторожено сприймалося есерами, які традиційно вважали себе селянською партією. Декретом ВЦВК від 9 травня 1918 року була підтверджена державна хлібна монополія, розпочата організація «продзагонів» для примусового збору хліба. Селянство відповідає на таку політику масовим скороченням посівних площ (до 1920 року скоротилися на 12,5 % в порівнянні з довоєнними), відбувається масове падіння врожайності (до 1920 року — до 30 % до довоєнної). На середину 1918 року наслідки ще були відносно непомітні, але до кінця Громадянської війни вони фактично поставили Росію на грань масового голоду. Ліві есери сприйняли негативно розгортання системи продрозкладки. У селах заможні селяни та середняки голосували в основному за есерів, в той час як сільська біднота — як правило, за більшовиків. Прагнучи вибити ґрунт з-під ніг своїх політичних конкурентів, більшовики організували в селах комнезами (декрет ВЦВК «Про комітети бідноти» від 11 червня 1918 року), прагнучи зробити їх основним центром сили замість непідконтрольним їм сільських Рад.
На початку липня пройшов III з'їзд партії лівих есерів, який в своїй Резолюції щодо поточного моменту різко засудив політику більшовиків. Також З'їзд ухвалив  "розірвати революційним способом згубний для російської та світової революції Брестський договір. Виконання цієї постанови з'їзд доручає ЦК партії ".
Декретом ВЦВК від 14 (1) червня 1918 р. представники партій есерів (правих і центру) і меншовиків були виключені зі складу ВЦВК. Тим же декретом усім Радам робітничих, солдатських, селянських і козацьких депутатів було запропоновано також видалити зі свого середовища представників цих партій. Член ЦК лівих есерів В. А. Карелін назвав цей декрет незаконним, так як тільки Всеросійський з'їзд рад міг змінювати склад ВЦВК.
На думку Річарда Пайпса,

 … Ліві есери раптом виявили, що співпрацюють з режимом розважливих політиків, які укладають угоди з Німеччиною та з країнами Четверного Союзу і знов закликають «буржуазію» управляти заводами і фабриками, командувати армією. Що стало з революцією? Все, що більшовики робили після лютого 1918 року, не влаштовувало лівих есерів … Навесні 1918 року ліві есери стали ставитися до більшовиків так само, як самі більшовики ставилися в 1917-му до Тимчасового уряду і до демократичних соціалістів. Вони оголосили себе совістю революції, непідкупною альтернативою режиму опортуністів і прихильників компромісу. У міру зменшення впливу більшовиків у середовищі промислових робітників, ліві есери ставали для них все більш небезпечними суперниками, бо волали до тих самих анархічних і руйнівних інстинктів російських мас, на які більшовики спиралися, поки йшли до влади, але, отримавши владу, прагнули всіляко придушити … По суті, ліві есери апелювали до тих груп, які допомогли більшовикам захопити владу в жовтні і тепер відчули, що їх зрадили.

## Боротьба на V З'їзді Рад
5 липня на V З'їзді Рад ліві есери активно виступили проти більшовицької політики, засуджуючи Брестський мир, продрозверстку і комбіди. Лівий есер Борис Камков пообіцяв «вимести з села продзагони і комбіди». Марія Спиридонова характеризувала більшовиків, як «зрадників революції» і «продовжувачів політики уряду Керенського».
Однією з їхніх вимог було усунення непропорційного представництва на виборах Рад: наприклад, на Всеросійський З'їзд рад один делегат делегований від 25 тис. виборців-городян і від 125 тис. виборців, що знаходяться в сільській місцевості. На З'їзді ліві есери отримали 353 мандати проти 772 більшовицьких. Схилити З'їзд до прийняття своїх вимог лівих есерів не вдалося. Обстановка на З'їзді була дуже напруженою; за словами Річарда Пайпса:
 Як тільки у Великому театрі відкрився з'їзд Рад, більшовики та ліві есери відразу ж вчепилися один одному в горлянку. Оратори від лівих есерів звинувачували більшовиків в зраді справі революції і в розпалюванні війни між містом і селом, більшовики ж, у свою чергу, дорікали їм у спробах спровокувати війну Росії з Німеччиною. Ліві есери внесли пропозицію висловити недовіру більшовицькому уряду, денонсувати Брест-Литовський договір і оголосити війну Німеччині. Коли ця пропозиція була відхилена більшовицькою більшістю, ліві есери залишили з'їзд. 
Вдень 6 липня, після вбивства німецького посла, дізнавшись про причетність до цього контрреволюційного злочину лівих есерів, під час наради в ВЧК Петерс по телефону від Леніна чи Троцького одержав розпорядження йти в Великий театр, де проходило засідання З'їзду Рад і заарештувати фракцію лівих есерів. Зі сцени було оголошено, що збирається фракція більшовиків і щоб всі більшовики виходили з театру. Чекісти встановили на виході з театру перевірку документів і спочатку випускали тільки більшовиків, потім інших делегатів з'їзду, а ліві есери, що залишилися в театрі, були арештовані.

## Вбивство Мірбаха
У своєму засіданні від 24 червня ЦК ПЛСР-інтернаціоналістів, обговоривши справжнє політичне становище Республіки, виявили, що в інтересах російської та міжнародної революції необхідно в найкоротший термін покласти край так званому перепочинку, що створився завдяки ратифікації більшовицьким урядом Брестського миру. З цією метою Центральний Комітет партії вважає за можливе і доцільне організувати ряд терористичних актів щодо найвизначніших представників німецького імперіалізму; одночасно з цим ЦК партії ухвалив організувати для проведення свого рішення мобілізацію надійних військових сил і докласти всіх заходів до того, щоб трудове селянство і робітничий клас примкнули до повстання і активно підтримали партію в цьому виступі. З цією метою до терористичних актів приурочити оголошення в газетах участь нашої партії в українських подіях останнього часу, як то: агітацію крахів і вибух збройових арсеналів. 

Яків Блюмкін

Наступного дня після відкриття З'їзду — 6 липня, двоє лівих есерів, співробітники ВЧК Яків Блюмкін і Микола Андрєєв, пред'явивши мандати ВЧК, пройшли в німецьке посольство в Москві. Близько 14:50 їх прийняв німецький посол Мірбах, при бесіді також були присутні радник посольства Курт Ріцлер і перекладач Мюллер.
Як стверджував Блюмкін у своїх спогадах, він отримав відповідний наказ від Спиридонової 4 липня. Як вказує Річард Пайпс, день повстання 6 липня був обраний в тому числі тому, що на цей день припадало латиське національне свято «Ligo» (Янів день), що повинно було нейтралізувати найбільш лояльні більшовикам латиські частини.
У ході бесіди Андрєєв застрелив німецького посла графа Вільгельма фон Мірбаха. Потім Блюмкін і Андрєєв вибігли з посольства і втекли на автомобілі, після чого зникли в штабі загону ВЧК під командуванням лівого есера Дмитра Попова, що розміщувався в центрі Москви (Трьохсвятительський провулок).
Проте терористи забули портфель з посвідченнями на ім'я Блюмкіна і Андрєєва, крім того, залишилися свідки вбивства Ріцлер і Мюллер.
Незадовго до своєї загибелі, 25 червня 1918 Мірбах повідомляв своєму начальнику, статс-секретарю МЗС Німеччини Кюльману про глибоку політичну кризу більшовицького уряду: "Сьогодні, після більш ніж 2-місячного уважного спостереження, я не можу більше поставити сприятливого діагнозу більшовизму: ми, безперечно, знаходимося біля ліжка тяжкохворого; та хоча можливі моменти удаваного поліпшення, але в кінцевому підсумку він приречений ". У травні він телеграфував в Берлін про те, що "Антанта імовірно витрачає величезні суми, щоб привести до влади праве крило партії есерів і відновити війну … Матроси на кораблях … ймовірно, повністю підкуплені, також як і колишній Преображенський полк, запаси зброї … з збройового заводу в руках соціал-революціонерів ". Німецький дипломат Карл фон Ботмер також свідчив, що німецьке посольство, починаючи з середини червня 1918 року, неодноразово отримувало погрози, які «більшовицька служба безпеки» розслідувала, але безуспішно.
30 липня лівий есер Донський Б. М. ліквідував у Києві командувача окупаційними військами генерала Ейхгорна.
Лідер лівих есерів Марія Спиридонова відправилась на V З'їзд Рад, де оголосила, що «російський народ вільний від Мірбаха».

## Дії повсталих
В ході подій Дзержинський Ф. Е. особисто з'явився в штаб лівоесерівського загону ВЧК під командуванням Попова в Великому Трьохсвятительському провулку, будинок 1, і зажадав видачі вбивць Мірбаха. У супроводі трьох чекістів Дзержинський почав обшукувати приміщення, зламавши при цьому кілька дверей. На цей момент практично весь ЦК ПЛСР покинув З'їзд Рад і розпочав засідання в штабі загону Попова, де і був виявлений Дзержинським.
Дзержинський загрожує розстріляти мало не весь ЦК ПЛСР, оголошує лівоесерівських наркомів Прошьяна і Кареліна заарештованими, і вимагає від Попова негайної видачі Блюмкіна, погрожуючи в разі відмови розстрілом на місці. Однак, він сам був заарештований, і взятий лівими есерами в заручники.
Головною збройною силою, на яку могли розташовувати есери, був загін ВЧК під командуванням Попова. Загін складався з фінів і матросів, налічував близько 800 осіб і мав на озброєнні кілька гармат і броньовиків. Проте ніяких активних дій загін Попова не робив, так і не зрушивши з місця до самого розгрому, оборона зайнятих позицій звелася до відсиджування в двох будівлях Трьохсвятительського провулку. Згодом, у 1921 році на допиті в ВЧК Попов стверджував, що: «Ніякої участі в підготовці нібито повстання проти радвлади не приймав, збройне зіткнення в Трьохсвятительському провулку було актом самооборони.»
Загалом, під час заколоту ліві есери взяли в заручники 27 більшовицьких функціонерів, в тому числі, заступника голови ВЧК Лаціса М. І. і голову Моссовєта Смідовича. Також вони перехопили ряд автомобілів, під час чого був убитий делегат з'їзду Микола Абельман. Також вони захопили Головпоштамт і почали розсилати антибільшовицькі відозви. Одна з таких відозв, що оголошує більшовиків позбавленими влади, і наказує «наказів Леніна і Свердлова не виконувати», за свідченням коменданта Кремля більшовика Малькова П. Д., потрапляє в руки до Леніна. Інша відозва заявляло, що "… убитий кат Мірбах … Німецькі шпигуни і провокатори, які наводнили Москву і частково озброєні, вимагають смерті лівим соціалістам-революціонерам. Пануюча частина більшовиків, злякавшись можливих наслідків, як і досі, виконують накази німецьких катів … Вперед, робітниці, робітники і червоноармійці, на захист трудового народу, проти всіх катів, проти всіх шпигунів і провокаційного імперіалізму ". До цього часу лідер лівих есерів Марія Спиридонова, що з'явилася на З'їзд Рад, вже сама була заарештована більшовиками, і також взята в заручники.
Крім того, варта біля штаб-квартири ВЧК на Луб'янці складалася з матросів і фінів із загону Попова, що створює у Леніна відчуття, що збунтувалася вся ВЧК. За свідченням Бонч-Бруєвича, Ленін при цій звістці «навіть не зблід, а побілів». З усіх частин Московського гарнізону більшовики змогли опертися тільки на латиських стрільців — всі інші частини або перейшли на бік заколотників, або оголосили про свій нейтралітет. Наказ Троцького частинам Московського гарнізону виступити проти повсталих був виконаний тільки комендантським полком і Школою військових курсантів, причому Комендатський полк незабаром втік.
Ленін в розпал подій висловив сумнів у лояльності командира латиських стрільців Вацетіса, і висловив готовність «прийняти його послуги», тільки приставивши до Вацетіса чотирьох комісарів; Троцький під час повстання чотири рази дізнавався, чи не приєднався Вацетіс до лівих есерів.
Також Ленін виступає з ініціативою розпуску ВЧК, і заміни її якоюсь іншою структурою. На якийсь час Ленін, Свердлов і Троцький навіть оголошують ВЧК розпущеною, зміщують Дзержинського і ставлять на його місце Лаціса, якому наказувалося набрати в ВЧК нових людей. Троцький наказує Лацісу заарештувати всіх лівих есерів, які служили в ВЧК, і оголосити їх заручниками. Однак незабаром ліві есери самі займають будівлю ВЧК, заарештувавши Лаціса, і звільнивши арештованого ним лівого есера Ємельянова.
Також безуспішною виявилася спроба Троцького упередити захоплення повсталими центрального телеграфу; відправлені ним туди дві роти латиських стрільців були роззброєні лівими есерами. Зайнявши телеграф, вони почали розсилати свої відозви.
Однак ліві есери не вживають ніяких спроб заарештувати більшовицький уряд і не стали арештовувати більшовицьких делегатів V З'їзду Рад. Ніяк не намагаючись захопити владу, вони оголошують більшовиків «агентами німецького імперіалізму», що встановили режим «комісародержавства», а всіх інших соціалістів «контрреволюціонерами». Дослідник В. Шамбаров звертає увагу на пасивність військових частин, що перейшли на бік заколотників: «полк ВЧК під командуванням Попова повстав досить дивно. До нього приєдналася частина полку ім. Першого Березня, сили становили 1800 багнетів, 80 шабель, 4 броньовики і 8 гармат. У більшовиків у Москві було 720 багнетів, 4 броньовика і 12 гармат. Але, замість того щоб атакувати і здобути перемогу, користуючись раптовістю і майже триразовою перевагою, полк пасивно „бунтував“ в казармах»
".

## Придушення повстання

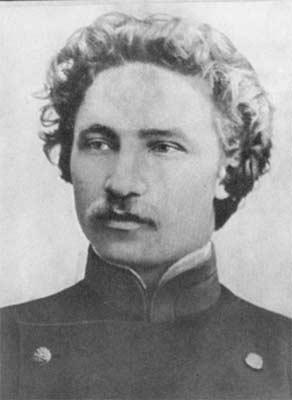
М. І. Подвойський

Фельштинський Ю. Г. називає головними організаторами боротьби із заколотом предсовнаркома Леніна, наркомвоєна Троцького і голову ВЦВК Свердлова. Річард Пайпс називає безпосереднім організатором придушення Вацетіса.
Вацетіс І. І. перекидає латишів до Москви з Ходинського поля, де вони святкували Янів день, і зосереджує в своїх руках сили до 3 300 осіб. Участь латиських стрільців у придушенні лівоесерівського заколоту супроводжувалося запеклою закулісною боротьбою. Британські спецслужби увійшли з ними в контакт, намагаючись опрацювати питання про передбачувану евакуацію латиських частин з Росії до Латвії. Британський агент Сідней Рейлі намагався підкупити латишів. З іншого боку, новий німецький посол Ріцлер у своїх спогадах стверджує, що німецьке посольство імовірно підкупило латишів, щоб вони виступили проти лівих есерів.
У ніч на 7 липня надзвичайна «п'ятірка» Ленін — Троцький — Свердлов — Подвойський — Мураль наказала райрадам Москви виставити додаткові озброєні патрулі для арешту лівих есерів, а також «підозрілих і сумнівних осіб», які не мали при собі особливих перепусток за підписом Леніна, Свердлова і Троцького. Ленін особисто направив офіційне повідомлення про події в райкоми РСДРП(б), а також пробільшовицькі райради Москви і червоногвардійські штаби, спільно з наркомом Подбельським замінив охорону телефонної станції.
Рано вранці 7 липня проти заколотників почали наступ латиські частини, озброєні кулеметами, гарматами, броньовиками. Протягом декількох годин заколот був ліквідований.
Очевидці подій вказують, що більшовики в ході придушення повстання використовували артилерію. За погодженням із заступником Троцького Склянським Е. М. був обстріляний силами батареї латиша Берзіна Е. П. прямою наводкою Лівоесерівський штаб загону Попова, хоча в ньому в цей момент знаходилися більшовики, захоплені лівими есерами в заручники . Троцький Л. Д. в офіційній доповіді V З'їзду Рад заявив, що штаб загону Попова був обстріляний артилерією «з винятковою влучністю».
Нерішучість лівих есерів привела їх до провалу. Вони були виключені зі складу ВЧК, лівоесерівські делегати V з'їзду були арештовані. Більшовикам вдається замінити всю лівоесерівської охорону ВЧК і лівих есерів в охороні З'їзду Рад. Проінструктований Свердловим Петерс керує арештом 450 делегатів з'їзду.
Кілька активних учасників заколоту, серед них заступник голови ВЧК В. Олександрович і кілька людей із загону Попова були розстріляні за постановою ВЧК на наступний же день, 8 липня.
11 липня партія лівих есерів була оголошена більшовиками поза законом. Активний учасник заколоту зампред ВЧК лівий есер Дмитрієвський Петро Олександрович був розстріляний більшовиками разом з 12 співробітниками ВЧК — лівими есерами із загону Попова.
Решту — в тому числі і керівників, що встигли сховатися, — судили пізніше. Верховний революційний трибунал засудив командира загону Попова (заочно) до розстрілу, а керівників ЦК партії лівих есерів — до 1 — 3 років тюремного ув'язнення (також заочно). В цілому розправа з лівими есерами виявилася несподівано м'якою: їх лідер Марія Спиридонова була засуджена всього лише на рік позбавлення волі, проте вже в квітні 1919 була викрадена своїми соратниками із в'язниці. Безпосередні виконавці ліквідації Мірбаха, Блюмкін і Андрєєв, втекли в Україну, і були заочно засуджені всього лише до трьох років в'язниці. Андрєєв помер в Україні від тифу, Яків Блюмкін в травні 1919 «розкаявся», і був прийнятий в Комуністичну партію, після чого служив в охороні Троцького.
У своєму офіційному повідомленні в « Известиях ВЦИК» наркомвоєн Троцький Л. Д. назвав подію повстання «божевільною» і «безприкладною авантюрою», в якій "легковажність, віроломство і провокація з'єдналися в одне огидне ціле ".
7 липня Троцький особисто вручив Вацетісу пакет з грошима, двозначно зауваживши: «Ви розгромили одну з найбільших політичних комбінацій і не знаєте, кого ви громили». Втім, на думку Річарда Пайпса, Ленін особливої вдячності до Вацетіса не відчував, все ще продовжуючи в ньому сумніватися. 31 серпня 1918 він пропонував Троцькому Вацетіса розстріляти, а в липні 1919 року Вацетіс таки був заарештований за підозрою в зраді, і просидів кілька місяців у в'язниці.
На якийсь час під підозрою також виявився Дзержинський, так як вбивці Мірбаха мали мандат з його підписом. Дзержинський тимчасово був усунений з посади, проте 22 серпня був знову призначений на цей пост.
У доповіді V З'їзду Рад, зроблену 9 липня 1918 року, Троцький повідомляє З'їзду, що більшовикам вдалося заарештувати в Москві до 300 лівих есерів, також заарештувати Лівоесерівський загін у «кілька десятків осіб», що прямував до Москви з Петрограда, другий загін в 300—400 осіб, «прямував сюди із західної прикордонної смуги»; в Петрограді роззброєні лівоесерівські дружини, причому в Пажеському корпусі було 10 убитих і 10 поранених.
Разом з тим Троцький відкинув лівоесерівські звинувачення в «недостатній революційності» більшовиків, назвавши лівих есерів прихильниками «крикливих партизанських спалахів», а також прихильниками «імпресіоністського терору» на противагу «масовій роботі».
Розгромом лівих есерів у Петрограді керував комендант міста Шатов В. С.. Лівоесерівський штаб в Пажеському корпусі був обстріляний з артилерійських гармат і взято штурмом. Колишній нарком юстиції Штейнберг І. З. втік.

## Заколот Муравйова
10-11 липня в Симбірську підняв заколот командувач Східним фронтом Червоної Армії, лівий есер Муравйов М. А. оголосивши, що "захищаючи владу рад: " "я від імені армій Східного фронту розриваю ганьбу Брест-Литовського мирного договору і оголошую війну Німеччині … всіх своїх друзів і колишніх сподвижників наших славних походів … закликаю під свої прапори для кривавої останньої боротьби з авангардом світового імперіалізму — германцями. Геть ганебний Брест-Литовський мир! Хай живе загальне повстання! "
11 липня 1918 Муравйов із загоном у тисячу осіб прибув із штабу фронту, що розміщувався в Казані, в Симбірськ, зайняв стратегічні пункти міста і заарештував керівних радянських працівників (у тому числі Тухачевського М. Н.). Заколот був придушений, після того, як Муравйов був запрошений керівниками, що залишилися вірними більшовикам, на нараду і застрелений при арешті.
Предсовнаркома Ленін і наркомвоєн Троцький встигли опублікувати в «Известиях ВЦИК» спільне звернення, яке оголосило, що Муравйов «підкуплений британсько-французькими імперіалістами … і віддав всім військам наказ повернути проти німців, які, нібито, взяли Оршу і наступають на нас». Звернення вимагало: "Колишній головнокомандувач на чехо-словацькому фронті, лівий есер Муравйов, оголошується зрадником і ворогом народу. Всякий чесний громадянин зобов'язаний його застрелити на місці ".
Був чи ні заколот Муравйова санкціонований ЦК ПЛСР, до цих пір залишається неясним. Більшість сучасних дослідників вважають, що Муравйов підняв заколот із власної ініціативи, хоча і під впливом подій у Москві.

## Наслідки
Щоб усунути з ВЧК лівих есерів Раднарком постановив розпустити колегію ВЧК, призначивши новим головою ВКС Якова Петерса, який сформував нову колегію ВЧК вже виключно з комуністів. З огляду на те, що вбивство Мірбаха було скоєно з паперами від імені Дзержинського, він був на деякий час відсторонений від посади голови ВЧК.
Відразу ж після подій в Москві місцевим органам ВЧК були дані вказівки роззброїти бойові дружини лівих есерів у Петрограді, Вітебську, Володимирі, Орші та інших містах.
Дослідник Річард Пайпс характеризує Лівоесерівський план повстання, як «цілком позбавлений реалізму»: по-перше, план взагалі не припускав повалення влади більшовиків, припускаючи натомість лише змусити їх відмовитися від «опортунізму»; та, по-друге, план «будувався на припущенні, що німці під впливом моменту відмовляться від стратегічних переваг, наданих їм Брестським договором, і забудуть про загальні інтереси, що пов'язують Берлін і Москву». За оцінкою Вацетіса, «лівоесерівські вожді пропустили момент для рішучих дій», а взятий лівими есерами в заручники голова Моссовєта Смідович згодом дав покази слідчій комісії, що "люди ці не керували ходом подій, а логіка подій захопила їх, і вони не віддавали собі звіту в тому, що вони зробили. Ні системи, ні плану у них не було ".
Вбивство Мірбаха послужило приводом для арешту керівництва партії лівих есерів. Лівоесерівські делегати З'їзду Рад не були допущені до подальших засідань з'їзду.
Вже перебуваючи під арештом в Кремлі, лідер лівих есерів Марія Спиридонова пише відкритого листа «Центральному комітету партії більшовиків», що містив безліч звинувачень у репресіях і «обдурюванні трудящих». Разом з тим, вона і в цьому листі продовжує висловлювати підтримку і Жовтневій революції, і розпуску Установчих зборів.
Придушення половинчастого заколоту лівих есерів призводить до остаточного переходу Росії до однопартійного комуністичному уряду на найближчі 73 роки. Однак, однопартійна система повністю завершує своє оформлення тільки після закінчення Громадянської війни, деякі меншовицькі й есерівські фракції легально (іноді з перервами) діють аж до 1921 року.

### Германо-радянські відносини
Спроба лівих есерів спровокувати німців на відновлення війни також не вдалася. Німеччина ніяк не відреагувала на вбивство свого посла графа Мірбаха, хоча новий посол Курт Ріцлер зажадав розірвати дипломатичні відносини. Ріцлер зажадав від Леніна особисто з'явитися в посольство, і принести вибачення. Крім того, 31 липня Ріцлер заявив протест проти вбивства генерала Ейхгорна.
За свідченням німецьких джерел, Ленін дійсно з'явився в німецьке посольство 6 липня в 17  00  разом зі Свердловим, проте його цікавили лише «технічні подробиці» теракту. Оглядати тіло Мірбаха Ленін відмовився, і приніс вибачення, які були, за висловом німців, «холодні як собачий ніс». Німецький дипломат Карл фон Ботмер також свідчив, що 7 липня о 5 ранку в німецьке посольство прибув Карл Радек із загоном червоногвардійців, і заявив, що "соціалісти-революціонери окопалися в окремих частинах міста, захопили Центральний телеграф, який, як він сподівається, тепер знову відбито. Вбивство організовано партією лівих соціалістів-революціонерів і послужило, як він вважає, сигналом до початку виступу, який, проте, дуже скоро закінчиться для них провалом. Рано вранці почнеться наступ, вбивцям і повстанцям піти не вдасться. Він сподівається, що Німеччина зрозуміє, що російський уряд не тільки не винен в те, що трапилося, але сам, швидше, є мішенню ще більшою мірою, ніж ми, німці ".
Тим не менш радянсько-німецькі відносини після вбивства Мірбаха зіпсувалися, чому також сприяла бурхлива революційна діяльність, розгорнута в Берліні радянським повпредом Іоффе А. А. Німеччина вимагає дозволу на введення в Москву одного батальйону під приводом охорони свого посольства, проте Ленін відкидає таку вимогу, заявивши, що «подібну вимогу ми в жодному разі й за жодних умов задовольнити не можемо, бо це було б об'єктивно початком окупації Росії чужоземними військами».

### Теорії, пов'язані з повстанням
8 липня 1918 офіційно було оголошено про арешт більшовиками в різних містах 650 лівих есерів, з яких 200 чоловік, включаючи і Марію Спиридонову, нібито були розстріляні. З'являються також помилкові повідомлення про нібито розстріл Камкова Б. Д. (насправді загинув тільки в 1938), Сабліна і т. д. Насправді ж більшовики обмежилися розстрілом активного учасника подій, заступника голови ВЧК лівого есера Олександровича, і 12 лівих есерів із загону ВЧК Попова. Лідер лівих есерів Марія Спиридонова була засуджена всього лише на рік позбавлення волі, а безпосередні виконавці ліквідації графа Мірбаха, Андрєєв і Блюмкін — всього лише до трьох років. У травні 1919 року Блюмкін «розкаявся», і навіть був прийнятий у Комуністичну партію.
Така м'якість виглядала тим більш дивною на тлі незабаром стався придушення есерівського повстання в Ярославлі, де більшовики не зупинилися перед розстрілами декількох сотень людей. Ці обставини дозволили деяким дослідникам висунути теорію, яка стверджує, що заколот нібито був інсценуванням самих більшовиків. Зокрема, таку версію просуває у своїй роботі «Вожді в законі» Фельштинський Ю. Г. Із початком боротьби за владу всередині ВКП (б) в 20-х — 30-х роках основні лідери партії починають висувати різноманітні версії змов з метою дискредитації один одного. Так, 11 грудня 1923 Зінов'єв, і 15 грудня Сталін заявили, що навесні 1918 року Бухарін, що очолював фракцію «лівих комуністів», нібито отримав від лівих есерів пропозицію силою змістити Леніна, і нібито розглядав варіант нового складу Раднаркому на чолі з Пятаковим Г. Л. Зінов'єв і Сталін звинуватили Бухаріна в тому, що він не повідомив про цю пропозицію лівих есерів Леніну.
Вацетіс І. І., який ще з часів Громадянської війни недолюблював Троцького, в 1935 оголосив заколот його «інсценуванням». «Викриття» Вацетіса не продовжило йому життя: у листопаді 1937 він був заарештований за звинуваченням в участі в так званій «латиській фашистській шпигунсько-терористичній організації в РККА», нібито винній в підготовці «контрреволюційного перевороту». У липні 1938 розстріляний.
З іншого боку, за свідченням Карла Радека, м'якість більшовиків була пов'язана з тим, що вони «злякалися» фанатизму лівих есерів. Положення більшовиків в цей час сильно ускладнилося з початком заколоту Чехословацького корпусу, і есеро-білогвардійськими повстаннями в Ярославлі, Муромі і Рибінську. Згідно з радянською історіографією, в Ярославлі повсталими вперше в історії Громадянської війни була використана баржа смерті, на яку посадили 82 більшовики.

### Наслідки для ПЛСР
З ПЛСР відкололися частини, з яких утворилися Партія народників-комуністів і Партія революційного комунізму. Вони відмежувалися від московських подій і висловилися за співпрацю з більшовиками. До двохсот лівоесерівських делегатів V З'їзду Рад повернулися на З'їзд, заявивши про свою незгоду з політикою своєї партії.
Хоча Марія Спиридонова в своєму відкритому листі більшовикам і скептично відгукнулася про «червоний терор», як про вбивство «тисяч людей» через, за її висловом, «поранене ліве передпліччя Леніна», 31 серпня 1918 ЦК ПЛСР випустив резолюцію зі схваленням терору «проти всіх імперіалістів і посіпак буржуазії». Разом з тим в цій же резолюції Ленін іменується «угодовцем», політика якого є «недостатньо революційною».
На VI з'їзді ПЛСР (2-7 жовтня 1918, Москва) відповідь за 6 липня тримали Камков Борис Давидович, В. А. Карелін і П. П. Прошьян, не переглянули своїх переконань.
Камков заявив, що 
|  | Коли прийде світова революція не більшовики, а ліві есери матимуть шанси на успіх і перемогу "(ЦПА ІМЛ, ср 564, оп. 1, д. 5, л. 91). |

Д. А. Черепанов — опонент Камкова, — засумнівався в тому, що на місці РКП (б) ПЛСР «скільки-небудь тривалий час стала б терпіти існування іншої партії», що ставить перепони на її шляху " (там же, л. 171 — 72) ". Г. Л. Лесновський говорив: 
|  | Революціонер перед вибухом ... обдумує все, підготовляє, розраховує кожну дрібницю, перш ніж підірвати. Дитина ж, у страшному нетерпінні зробити якнайшвидше, сердиться і тупотить ніжкою "(там же, д. 5, л.). |

 Проте з'їзд ухвалив резолюцію Камкова і обрав його в ЦК.
У серпні — жовтні 1918 року керівництво партії приймає рішення про остаточний перехід в підпіллі.
З усіх лідерів лівих есерів під час репресій 1920-1930-х років врятуватися вдалося лише наркому юстиції в першому післяжовтневому уряді Ісааку Штейнбергу, який виїхав за кордон. Решта багаторазово арештовувалися, довгі роки перебували в засланні, а в роки «Великого терору» були розстріляні. Член ЦК лівих есерів, М. А. Спиридонова була розстріляна без суду 11 вересня 1941 разом з іншими 153-ма політичними в'язнями Орловської в'язниці.

### «Третя революція»?
Деякі західні історики і політологи називають серію контрреволюційних заколотів, що почалися з лівоесерівського заколоту 6-7 липня 1918 в Москві і тривали по 1921, третьою або четвертою російською революцією — після Революції 1905—1907 років, Лютневої революції (1917) і Жовтневого перевороту (1917). До подій «четвертої російської революції» відносять також Кронштадтський заколот, численні селянські виступи, найбільшим з яких стала так звана «Антоновщина» в Тамбовській губернії, діяльність анархічних груп, «махновщина» та інші. Усіх їх в тій чи іншій мірі об'єднували гасла «За Ради без більшовиків (комуністів)» і ворожість до будь-якої держави як знаряддя придушення. Ці виступи базувалися на «селянській стихії», билася як проти червоних, так і проти білих.
Хронологія революції 1917 року в Росії:
- Антибільшовицький  Рух фабричних уповноважених (травень-липень 1918);
- Повстання Чехословацького корпусу (травень-серпень 1918).
- V Всеросійський з'їзд Рад. Прийняття Конституції РРФСР.
- Підстава 8 червня режиму Комуча в Самарі;
- Ліквідація 20 червня есерівським терористом Сергєєвим комісара друку, пропаганди та агітації Північної комуни В. Володарського.;
- Лівоесерівський заколот у Москві 6-7 липня 1918 року;
- Заколот командувача Східним фронтом лівого есера Муравйова М. А. 10-11 липня;
- Ашхабадское повстання (Туркменістан) з 11-12 липня;
- Есеро-білогвардійські повстання під егідою Союзу захисту Батьківщини і Свободи Савінкова Б. В.:
- Ярославське повстання 6-21 липня;
- Муромське повстання 8 — 10 липня;
- Рибінське повстання 8 липня;
- Розстріл царської сім'ї 17 липня 1918

### Художня література
- Арк. Васильєв. кн.1: тисяча дев'ятсот вісімнадцятого // О першій годині дня, Ваше превосходительство.  Роман </ small> / ред. Н.Нефедов. — 560 с. — 200000 прим.